# Geschwister Fahrnberger
Die Geschwister Fahrnberger waren ein deutsches Gesangsduo, bestehend aus Rosa „Rosel“ Fahrnberger (* 2. Oktober 1921 in München; † 7. Februar 2015 in Gauting) und Anni Fahrnberger (* 29. Juni 1925 in München; † 3. Januar 2025 in Gräfelfing).

## Geschichte
Das Duo trat in den 1950er Jahren mit volkstümlichen Schlagern auf, daneben hatten sie auch mehrere Filmauftritte. Am 6. August 1954 erfolgte die Doppelhochzeit von Rosa mit dem Zithervirtuosen Rudi Knabl (* 22. September 1912 in München; † 15. Juli 2001 in Gauting) und Anni mit Fred Vitztum (* 20. März 1909; † 12. September 2004), einem Trompeter. Der Sohn von Rosa wurde später musikalischer Leiter am Residenztheater in München.
1977 hatten sie ihren letzten öffentlichen Auftritt.

## Singles
- 1954: Ruhpoldinger Jodel-Polka / Fahre mit der Rauschbergbahn (Polydor 23 401)
- 1955: Komm doch rüber über’s Brückerl / Der Briefkasten-Ländler (Polydor 23 004)
- 1955: Wenn die Alpenrosen blühn / Der jodelnde Jäger (Polydor 23 087)
- 1955: Wenn ein Stern vom Himmel fällt / Keiner hat uns zwei gesehn (Polydor 23 047)
- 1956: Ich hätt’ so gern ein bißchen Glück / Die Rosen der Heimat (Polydor 23 356)
- 1956: Wir spannen unsern Schimmel ein / Almfrieden (Polydor 23 311)
- 1956: Wo der Watzmann grüßt / Das Echo vom Königsee (Polydor 23 214)
- 1957: Das Edelweiß vom Wendelstein / Der alte Brunnen (Polydor 23 405)
- 1957: Es läuten die Glocken am Königsee / Drei schneeweiße Lilien (Polydor 23 478)
- 1957: Die lustigen Dirndeln / Das Echo im Tal (Polydor 23 569)
- 1958: Am schönsten ist’s am Tegernsee / In Garmisch-Partenkirchen (Interpret: Fred Rauch) (Polydor 23 706)
- 1959: Am Chiemsee / Wenn sich zwei Menschen verstehen (Polydor 24 083)
- 1959: Zwei Täler weiter / Der stille Bach (Polydor 24 025)
- 1960: Drunten am Bach / In der grünen Au (Polydor 24 350)
- 1960: Schön ist die Liebe am Königssee / Und der Flieder blüht wieder (Polydor 24 380)
- 1961: Es steht eine Mühle / Grün ist mein Tal (Polydor 24 511)
- 1962: Ein Herz mit einer Jahreszahl / Die Christl von dem Postamt 3 (Polydor 24 734)

## Filmografie
- 1952: Der Herrgottschnitzer von Oberammergau
- 1955: Wenn die Alpenrosen blüh’n (Gesangstitel im Vorspann)
- 1957: Wetterleuchten um Maria
- 1957: Weißer Holunder
- 1958: Mein Schatz ist aus Tirol
- 1960: Schön ist die Liebe am Königssee
- 1961: So liebt und küßt man in Tirol